# Corvo-marinho-de-faces-vermelhas
O Corvo-marinho-de-faces-vermelhas (Urile urile) é uma espécie de ave suliforme da família Phalacrocoracidae. A sua área de distribuição estende-se desde a ponta leste de Hokkaidō no Japão, norte da península coreana, passando pelas Ilhas Curilas, a ponta sul da Península de Kamchatka e o Arco Aleutiano até à Península do Alasca e o Golfo do Alasca.

## Taxonomia
A espécie é monotípica (não são reconhecidas subespécies).